# Constantine: The Hellblazer
Constantine: The Hellblazer — серия комиксов, которую в 2015—2016 годах издавала компания DC Comics.

## Синопсис
Кто-то убивает призраков. Джон Константин расследует это дело.

### Ваншоты
| Название                                   | Дата выхода | Кол-во страниц |
| ------------------------------------------ | ----------- | -------------- |
| DC Sneak Peek: Constantine: The Hellblazer | 27 мая 2015 | 9              |

### Выпуски
| №  | Название                                     | Дата выхода      | Кол-во страниц | Оценка на Comic Book Roundup    | Предполагаемый объём продаж (первый месяц) |
| -- | -------------------------------------------- | ---------------- | -------------- | ------------------------------- | ------------------------------------------ |
| 1  | Going Down                                   | 10 июня 2015     | 32             | 7,7 из 10 на основе 27 рецензий | 38 080, позиция в Северной Америке — 66    |
| 2  | Walk of Shame                                | 8 июля 2015      | 32             | 8,5 из 10 на основе 12 рецензий | 26 870, позиция в Северной Америке — 91    |
| 3  | Delectable Young Things                      | 12 августа 2015  | 32             | 7,2 из 10 на основе 12 рецензий | 24 040, позиция в Северной Америке — 95    |
| 4  | Atrocity Exhibition                          | 16 сентября 2015 | 32             | 7,5 из 10 на основе 8 рецензий  | 21 974, позиция в Северной Америке — 103   |
| 5  | Pretty Girls Make Graves                     | 14 октября 2015  | 32             | 7,8 из 10 на основе 5 рецензий  | 20 431, позиция в Северной Америке — 112   |
| 6  | Get a Job                                    | 11 ноября 2015   | 32             | 8,8 из 10 на основе 7 рецензий  | 19 328, позиция в Северной Америке — 123   |
| 7  | Twisted Anatomy                              | 9 декабря 2015   | 32             | 8,1 из 10 на основе 6 рецензий  | 18 601, позиция в Северной Америке — 141   |
| 8  | Midnight in the V.I.P. Room of Good and Evil | 13 января 2016   | 32             | 9 из 10 на основе 3 рецензий    | 17 853, позиция в Северной Америке — 127   |
| 9  | The Art of the Deal                          | 10 февраля 2016  | 32             | 8,3 из 10 на основе 3 рецензий  | 17 179, позиция в Северной Америке — 130   |
| 10 | Rave Un2 the Joy Fantastic                   | 9 марта 2016     | 32             | 7,6 из 10 на основе 4 рецензий  | 16 755, позиция в Северной Америке — 120   |
| 11 | н/д                                          | 13 апреля 2016   | 32             | 8,2 из 10 на основе 6 рецензий  | 16 248, позиция в Северной Америке — 133   |
| 12 | Dealmakers and Dealbreakers                  | 11 мая 2016      | 32             | 7,4 из 10 на основе 4 рецензий  | 15 904, позиция в Северной Америке — 130   |
| 13 | Worthless                                    | 8 июня 2016      | 32             | 7,2 из 10 на основе 6 рецензий  | 15 697, позиция в Северной Америке — 144   |

### Сборники
| Название                    | Тип            | Дата выхода      | Собранный материал                                        | Кол-во страниц | ISBN                       | Предполагаемый объём продаж (первый месяц) |
| --------------------------- | -------------- | ---------------- | --------------------------------------------------------- | -------------- | -------------------------- | ------------------------------------------ |
| Vol. 1: Going Down          | Мягкая обложка | 10 февраля 2016  | Constantine: The Hellblazer #1-6; Convergence: Shazam! #2 | 144            | 978-1401259723, 1401259723 | 2 669, позиция в Северной Америке — 18     |
| Vol. 2: The Art of the Deal | Мягкая обложка | 21 сентября 2016 | Constantine: The Hellblazer #7-13                         | 184            | 978-1401263713, 1401263712 | 1 872, позиция в Северной Америке — 44     |

## Отзывы
На сайте Comic Book Roundup серия имеет оценку 7,9 из 10 на основе 103 рецензий. Грег Макэлхаттон из Comic Book Resources назвал первый выпуск «забавным началом новой серии». Пирс Лидон из Newsarama дал дебюту 8 баллов из 10 и посчитал, что «рисунки Райли Россмо отлично подходят для мира Джона Константина». Тафта Дарлинг из Comics Bulletin оценил первый выпуск в 3 звезды из 5 и отмечал «остроумный сценарий» и «привлекательные рисунки». Мэтью Фэй из PopMatters поставил дебюту 6 баллов из 10 и посчитал, что комикс «может стать достойным преемником, если не заменой, старого Hellblazer». Чейз Магнетт из ComicBook.com дал первому выпуску оценку «B-» и подчеркнул, что «Джон Константин вернулся и находится в хорошей форме». Мэт Эльфринг из Comic Vine вручил дебюту 4 звезды из 5 и назвал его многообещающим.